# Kreis Wittgenstein

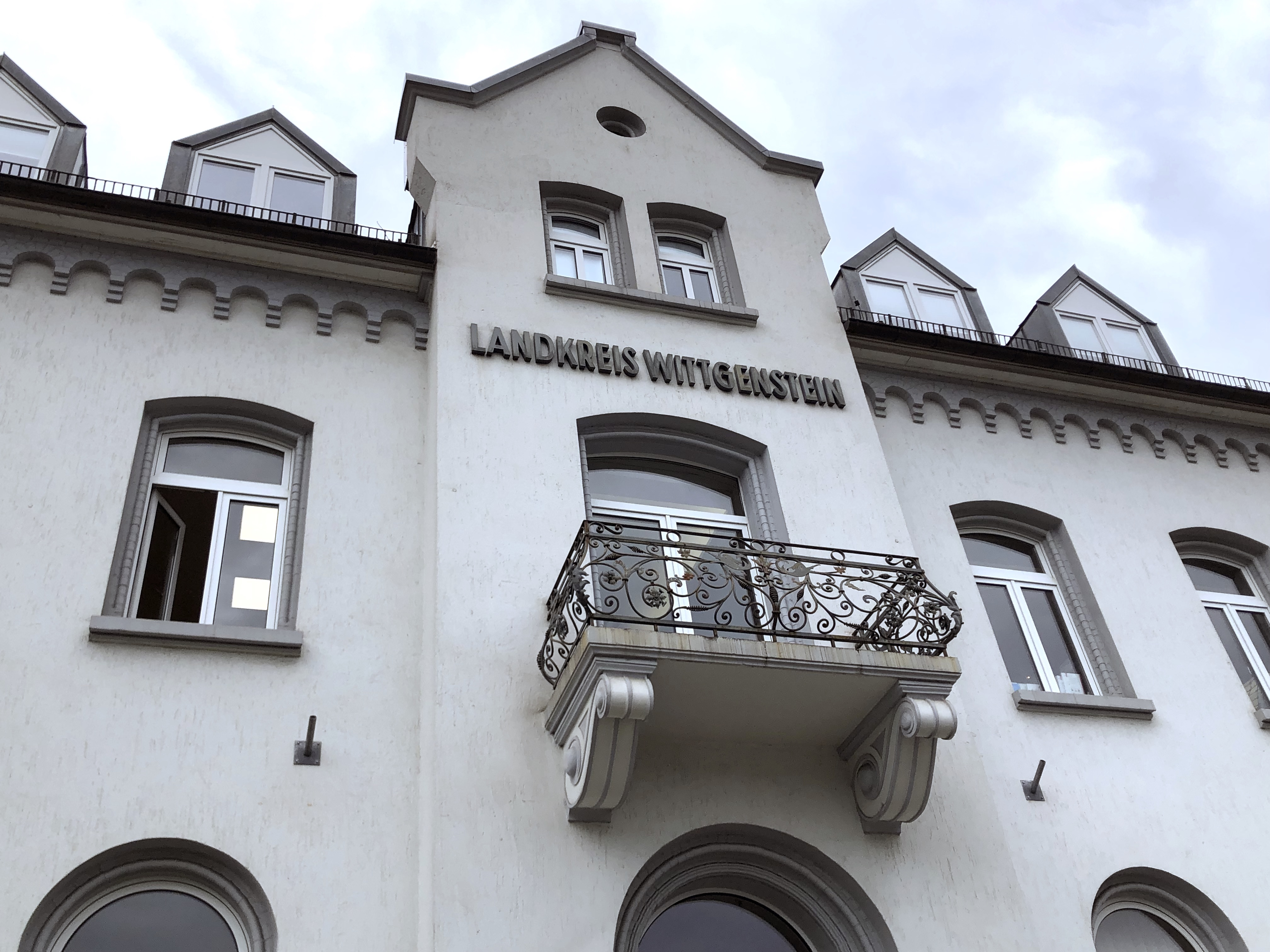
Der Name des Kreises, erhalten auf dem Gebäude der Stadtverwaltung Bad Berleburg (2024)

Der Kreis Wittgenstein (1953–1969 Landkreis Wittgenstein, heute auch Altkreis Wittgenstein) war ein von 1816 bis 1974 bestehender Kreis im Regierungsbezirk Arnsberg. Mit diesem gehörte er zunächst zur preußischen Provinz Westfalen, ab 1946 schließlich zum deutschen Bundesland Nordrhein-Westfalen. Kreisstadt war Berleburg. Rechtsnachfolger wurde 1975 der „neue“ Kreis Siegen, der seit 1984 Kreis Siegen-Wittgenstein heißt.

## Geographie

### Wichtige Gemeinden
Das ehemalige Kreisgebiet, das oft synonym zu Wittgensteiner Land verwendet wird, verteilt sich im Wesentlichen auf die heutigen Städte Bad Berleburg, Bad Laasphe und die heutige Gemeinde Erndtebrück im nordöstlichen Teil des Kreises Siegen-Wittgenstein, zu kleinen Teilen auch auf die Stadt Winterberg im Hochsauerlandkreis.

### Fläche und Bevölkerung
Gegenwärtig leben in dem Gebiet rund 45.000 Menschen (30. Juni 2002: 44678), was bei einer Fläche von 487,57 km² (1974) eine Bevölkerungsdichte von 92 Einwohner pro km² bedeutet.

### Nachbarkreise
Der Kreis Wittgenstein grenzte 1974 im Uhrzeigersinn im Norden beginnend an die Kreise Meschede und Brilon (beide in Nordrhein-Westfalen), an die Landkreise Frankenberg, Biedenkopf und den Dillkreis (alle in Hessen), sowie an die Kreise Siegen und Olpe (beide Nordrhein-Westfalen).

## Geschichte
Das Wittgensteiner Land war im späteren Mittelalter und in der Frühneuzeit Teil der Grafschaft Wittgenstein und als solche zuletzt geteilt unter den Linien Sayn-Wittgenstein-Berleburg und Sayn-Wittgenstein-Hohenstein. Im Jahre 1806 fielen die mittlerweile gefürsteten Gebiete zunächst an Hessen-Darmstadt. In dieser Zeit mussten die Einwohner der beiden Gebiete die Steuerabgaben unverändert an die alten Herrschaften abführen und zusätzlich die Steuern der neuen Herrschaft Hessen-Darmstadt aufwenden, was zu einer zusätzlichen Verarmung der ohnehin schon wirtschaftlich benachteiligten Bevölkerung führte.
Die Proteste der Bevölkerung gegen diesen Sachverhalt trugen mit dazu bei, dass bei der Neuordnung des Deutschen Bundes die beiden Gebiete durch einen Vertrag zwischen Österreich, Preußen und Hessen-Darmstadt vom 30. Juni 1816 an Preußen fielen. Beide Länder wurden, zunächst provisorisch, dem Regierungsbezirk Arnsberg der Provinz Westfalen zugeordnet.
Bei einer Neuordnung der Provinz Westfalen unter Ludwig von Vincke wurde der Kreis durch die königliche Kabinettsorder vom 23. Februar 1817 endgültig dem Regierungsbezirk Arnsberg zugeordnet. Dabei trat ein Problem der Infrastruktur des Kreises auf: Der Kreis besaß nur sehr wenig Straßen und Wege in das benachbarte Sauerland, und Preußen musste sehr hohe Kosten in Kauf nehmen, um die Anbindung Wittgensteins an Westfalen zu realisieren. Die Übernahme des Gebietes durch Preußen führte aber zu einer Verbesserung der schlechten Lebensverhältnisse der Bevölkerung.
Der Kreis war zunächst in die 18 Schultheißbezirke Berleburg, Wemlighausen, Berghausen, Dotzlar, Womelsdorf, Wingeshausen, Girkhausen, Astenberg, Laasphe, Puderbach, Saßmannshausen, Feudingen, Banfe, Fischelbach, Erndtebrück, Arfeld, Schwarzenau und Elsoff eingeteilt.
Im Rahmen der Einführung der Landgemeinde-Ordnung für die Provinz Westfalen wurden 1845 Ämter gebildet. Im Kreis Wittgenstein bestanden seitdem zwei amtsfreie Städte und fünf Ämter mit insgesamt 53 amtsangehörigen Gemeinden und zwei Gutsbezirken:
| Kreis Wittgenstein (1845–1932) | Kreis Wittgenstein (1845–1932) |
| Amt                            | Gemeinden |
| ------------------------------ | --- |
| amtsfrei                       | Berleburg und Laasphe |
| Arfeld                         | Alertshausen, Arfeld, Beddelhausen, Elsoff, Richstein, Sassenhausen, Schwarzenau, Stünzel und Weidenhausen |
| Banfe                          | Banfe, Bermershausen, Bernshausen, Fischelbach, Heiligenborn, Herbertshausen, Hesselbach, Holzhausen, Kunst-Wittgenstein, Niederlaasphe, Puderbach, Saßmannshausen und Gutsbezirk Sayn-Wittgenstein-Hohenstein |
| Berghausen                     | Aue, Balde, Berghausen, Birkefehl, Birkelbach, Dotzlar, Hemschlar, Raumland, Rinthe, Wingeshausen und Womelsdorf                                                                                               |
| Erndtebrück                    | Amtshausen, Benfe, Erndtebrück, Feudingen, Großenbach, Oberndorf, Rückershausen, Rüppershausen, Schameder, Steinbach, Volkholz, Weide und Zinse                                                                |
| Girkhausen                     | Diedenshausen, Girkhausen, Langewiese, Mollseifen, Neuastenberg, Schüllar, Wemlighausen, Wunderthausen und Gutsbezirk Sayn-Wittgenstein-Berleburg                                                              |

1932 wurden die Gutsbezirke aufgehoben und die Ämter neu geordnet. Die drei Ämter Arfeld, Berghausen und Girkhausen wurden zum Amt Berleburg zusammengeschlossen. Gleichzeitig wurde aus dem Amt Banfe und dem Südteil des Amtes Erndtebrück das Amt Laasphe gebildet. Der Kreis Wittgenstein bestand seitdem aus zwei amtsfreien Städten und drei Ämtern mit insgesamt 53 amtsangehörigen Gemeinden:
| Kreis Wittgenstein (1932–1974) | Kreis Wittgenstein (1932–1974) |
| Amt                            | Gemeinden |
| ------------------------------ | --- |
| amtsfrei                       | Berleburg und Laasphe |
| Berleburg                      | Alertshausen, Arfeld, Aue, Balde, Beddelhausen, Berghausen, Birkefehl, Birkelbach, Diedenshausen, Dotzlar, Elsoff, Girkhausen, Hemschlar, Langewiese, Mollseifen, Neuastenberg, Raumland, Richstein, Rinthe, Sassenhausen, Schüllar, Schwarzenau, Stünzel, Weidenhausen, Wemlighausen, Wingeshausen, Womelsdorf und Wunderthausen |
| Laasphe                        | Amtshausen, Banfe, Bermershausen, Bernshausen, Feudingen, Fischelbach, Großenbach, Heiligenborn, Herbertshausen, Hesselbach, Holzhausen, Kunst-Wittgenstein, Niederlaasphe, Oberndorf, Puderbach, Rückershausen, Rüppershausen, Saßmannshausen, Steinbach, Volkholz und Weide                                                     |
| Erndtebrück                    | Benfe, Erndtebrück, Schameder und Zinse |

Am 1. Oktober 1969 wurde aus dem Landkreis der Kreis Wittgenstein.
Am 1. Januar 1975 wurden der Kreis und mit ihm die Ämter Berleburg, Laasphe und Erndtebrück aufgrund des Sauerland/Paderborn-Gesetzes aufgelöst. Die Fläche des Kreises blieb von seiner Gründung 1816 bis zu seiner Auflösung nahezu unverändert. Rechtsnachfolger ist der zunächst als Kreis Siegen neu gegründete Kreis Siegen-Wittgenstein. Dabei wurde ein kleinerer Teil des Altkreises, nämlich die Anfang des 18. Jahrhunderts gegründeten Wittgensteiner Höhendörfer Neuastenberg, Langewiese, Mollseifen und Hoheleye, in den neugeschaffenen Hochsauerlandkreis eingegliedert. Gleichzeitig erhielten die Gemeinden ihren heutigen Zuschnitt.

## Einwohnerentwicklung
| Jahr | Einwohner | Quelle |
| ---- | --------- | ------ |
| 1819 | 16.166    | [ 9 ]  |
| 1832 | 18.406    | [ 2 ]  |
| 1871 | 19.789    | [ 10 ] |
| 1880 | 20.352    | [ 10 ] |
| 1890 | 22.025    | [ 11 ] |
| 1900 | 23.318    | [ 11 ] |
| 1910 | 25.474    | [ 11 ] |
| 1925 | 27.493    | [ 11 ] |
| 1939 | 28.357    | [ 11 ] |
| 1950 | 42.221    | [ 11 ] |
| 1960 | 41.700    | [ 11 ] |
| 1970 | 45.500    | [ 12 ] |
| 1973 | 45.500    | [ 13 ] |

## Politik

### Ergebnisse der Kreistagswahlen ab 1946
In der Liste werden nur Parteien und Wählergemeinschaften aufgeführt, die mindestens zwei Prozent der Stimmen bei der jeweiligen Wahl erhalten haben.
Stimmenanteile der Parteien in Prozent
| Jahr   | SPD  | CDU  | FDP  | UWG |
| ------ | ---- | ---- | ---- | --- |
| 1946   | 37,5 | 60,5 |      |     |
| 1948   | 46,1 | 51,6 |      |     |
| 1952   | 37,1 | 25,4 | 34,9 |     |
| 119561 | 43,5 | 27,7 | 22,4 |     |
| 219612 | 38,5 | 33,2 | 17,3 |     |
| 1964   | 44,2 | 32,3 | 12,8 | 8,9 |
| 1969   | 49,2 | 33,4 | 11,9 | 5,1 |

Fußnoten
1 1956: zusätzlich: FVP: 6,4 %

2 1961: zusätzlich: DP: 8,5 %

### Landräte

#### Preußische Zeit 1816 bis 1946
- 1817–1830 Friedrich August Jost
- 1831–1850 Wilhelm Friedrich Groos
- 1851–1854 Bruno von Schrötter
- 1854–1855 August Jost (kommissarisch)
- 1855–1860 Julius von Oven
- 1861–1863 Karl von Thielen (kommissarisch)
- 1863–1867 Julius von Oven
- 1867–1890 Wilhelm von Schroetter
- 1890–1891 Eustach von Görtz-Wrisberg
- 1891–1905 Kurt von Gersdorff
- 1905–1911 Karl Schroeder
- 1911–1917 Karl von Hartmann-Krey
- 1917–1929 Erich Kretschmar
- 1929–1933 Eberhard Brossok
- 1933–9999 Herbert Müller (vertretungsweise)
- 1934–1935 Karl von Rumohr
- 1936–9999 Heinrich Jansen
- 1936–1938 Otto Gail
- 1938–9999 Alfred Pönisch
- 1938–1940 Friedrich Zuschlag
- 1940–9999 Hermann Rotberg
- 1940–1942 Heinrich Jansen
- 1942–1945 Otto Marloh
- 1945–9999 Schläper
- 1945–9999 Wendland
- 1945–1946 Carl Nacken

#### Zeit der kommunalen Doppelspitze 1946 bis 1974
- 1946–0000 Reinhold Liebetanz (vertretungsweise)
- 1946–1948 Hans Sandkuhl, CDU
- 1948–1952 Ewald Belz, CDU
- 1952–1958 Hans-Joachim Osterrath, FDP
- 1958–1961 Georg-Heinrich Treude, CDU
- 1961–1963 Heinz Müller, FDP
- 1963–1966 Ludwig Bade, SPD
- 1966–1974 Werner Möhl, SPD

### Oberkreisdirektoren
- 1946–0000 Carl Nacken
- 1946–0000 Reinhold Liebetanz
- 1946–1952 Kurt-Werner Basarke
- 1952–1955 Paul Lemnitz
- 1955–1962 Gustav Richter
- 1962–1974 Wilfried Lückert

(Quelle: Zeittafel der Landräte und Kreisdirektoren Landkreis Wittgenstein / 10. November 2009)

### Wappen
Vom 6. April 1966 bis zur Auflösung des Kreises 1974 trug der Kreis Wittgenstein das Wappen der im Jahre 1360 ausgestorbenen Grafen zu Wittgenstein. Dieses Wappen wurde am 1. Oktober 1999 in das Wappen des Kreises Siegen-Wittgenstein übernommen.

## Kfz-Kennzeichen
Am 1. Juli 1956 wurde dem damaligen Landkreis bei der Einführung der bis heute gültigen Kfz-Kennzeichen das Unterscheidungszeichen BLB (für Berleburg) zugewiesen. Es wurde bis zum 31. Dezember 1974 ausgegeben. Seit dem 13. November 2012 ist es aufgrund der Kennzeichenliberalisierung wieder im Kreis Siegen-Wittgenstein erhältlich.